# Landåtervinning i Hongkong

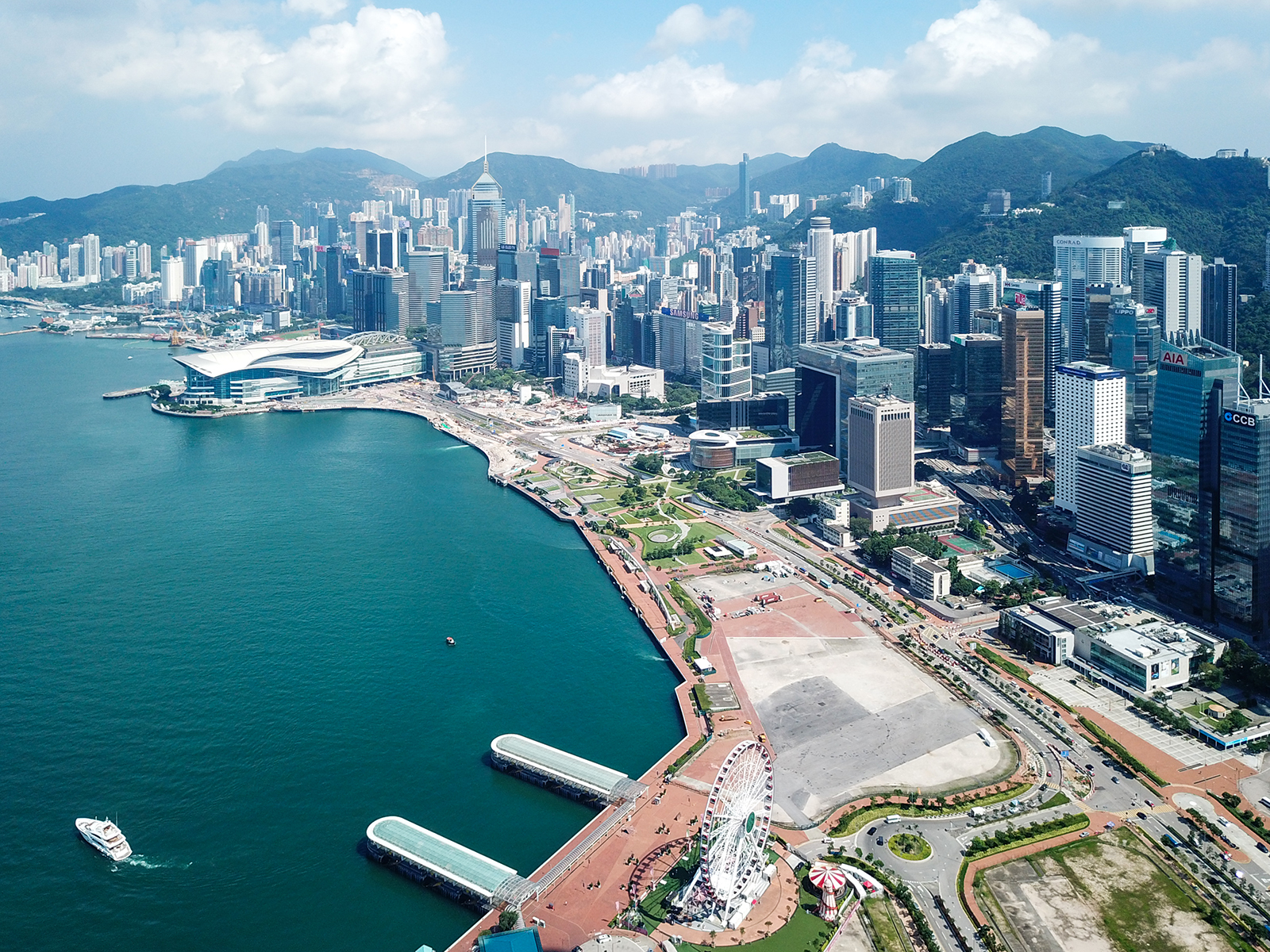
Landåtervinning som slutfördes år 2018.

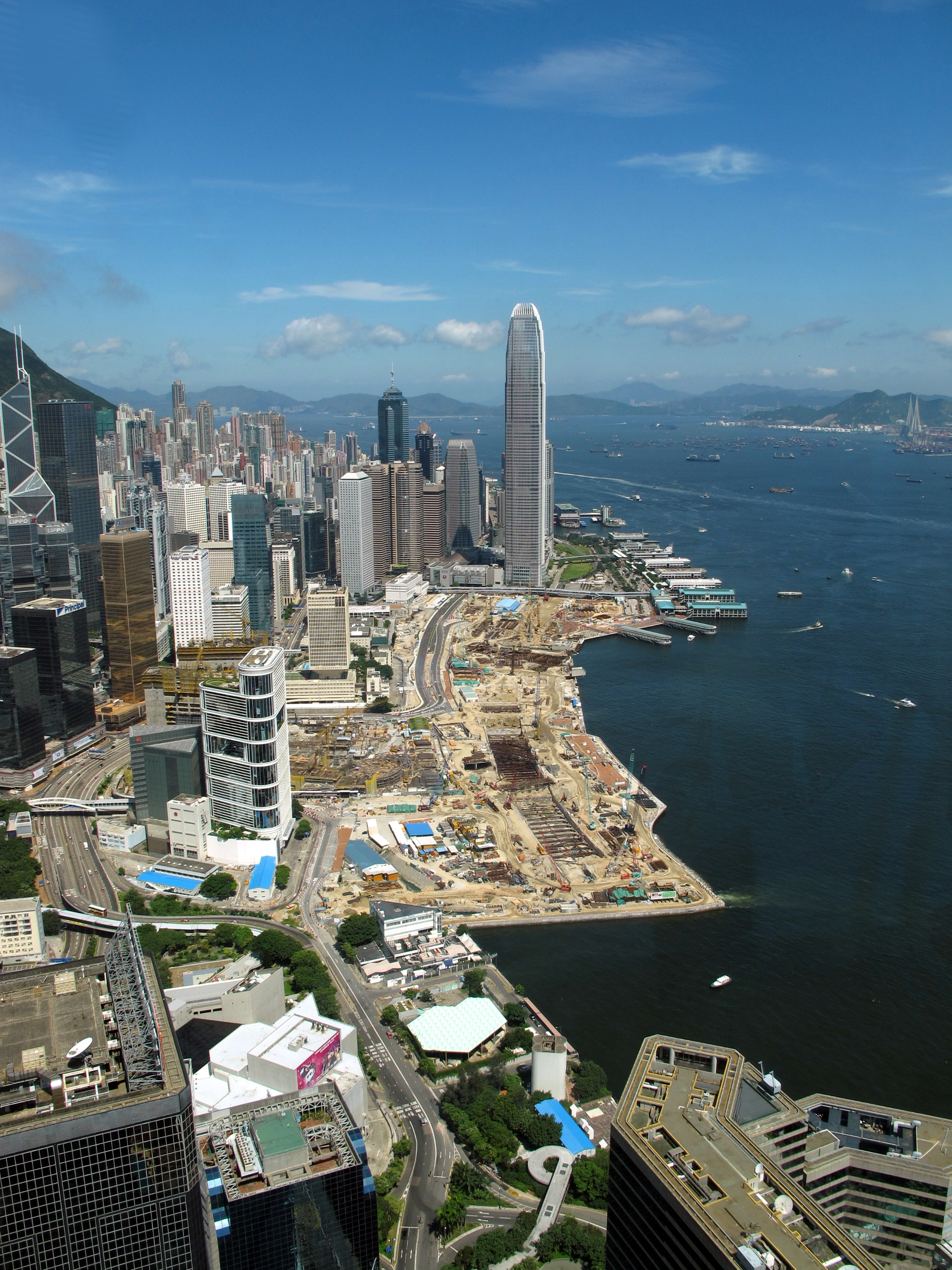
Victoria Harbour i juli 2010, sett från Central Plaza, Wan Chai.

Landåtervinning i Hongkong är ett projekt som startades av Hongkongs regering under 1990-talet i syfte att återta land för att förbättra infrastrukturen. Detta inbegriper förbättringar för olika transportmedel såsom Hongkongs tunnelbana, järnvägsstationen Hong Kong West Kowloon, expresstågen till flygplatsen och den centrala förbifarten Wan Chai samt förbättringar av allmänna rekreationsplatser såsom den centrala hamnplatsens evenemangsområde, Tamarparken och pariserhjulet Hong Kong Observation Wheel.
Projektet är uppdelat i fem delar varav fyra är klara (2019).
Inte alla Hongkonginvånare välkomnade återvinningsplanen. En del invånare i Hongkong tyckte att åtgärden var helt onödig. Åtgärden utgjorde inget bra, utan den minskade bara storleken på Victoria Harbour. I stället för att bygga en förbikoppling uppmanade motståndarna regeringen att starta ett elektroniskt vägtullsystem i samhället. Den 5 oktober 2003, protesterade mer än 1,000 personer. Klädda i blått marscherade de till den förra centrala regeringens kontor där de krävde ett stopp för landåtervinningen i Hongkong. Den 13-14 oktober 2018 protesterade återigen tusentals Hongkongbor mot landåtervinningen. Denna gången var det mot förslaget om skapandet av konstgjorda öar. Det ansågs bland annat hota det marina livet.